# Аталова стоа
Аталова стоа или Аталос у античком периоду нека врста тржног центра, данас музеј, која се налази на источној страни археолошког налазишта атинске Агоре у Грчкој у улицу Адријаноу у Монастираку. 

## Историја
Аталова стоа изграђена је у атинској Агории око 150. године пре нове ере, од стране Аталоса ll, краља Пергамоса као његова донација Атини. Изградња ове зграде почела је 159. године пне, а завршена је 138. године п. н. е. Била је то својевремено највећа грађевина у Грчкој током античког периода.
Поново је изграђен у истом стилу и облику од 1953. до 1956. године од стране Америчког археолошког факултета средсвима Ј. Рокфелера. Данас се у њој налази у Музеју античке Агоре у Атини.

## Намена
За време антике стоа је имали продавнице које је закупиле држава Атина и била је нека врста древног тржног центра, али и место у коме се одвијао друштвени живот Атињана. У њој су се свакодневно окупљали грађани не само ради трговине већ и на чашицу разговораи о разним темама, скривајући се лети од јаког медитеранског сунца и хладноће и јаког ветра у зимском периоду.
У Аталосу, симболу древне Атине, на свечан начин потписан је Уговор о проширењу Европске уније. Церемонија је организована у врме грчког председавања ЕУ, 16. априла 2003. године. Уговора је том приликом потписало десет нових земаља чланица ЕУ  (Естонија, Летонија, Литванија, Пољска, Чешка, Словачка, Мађарска, Словенија, Кипар, Малта).

## Изглед
Ова типична грађевина за хеленистичку уметност, за оно време била јако велика зграда, на два спрата. У архитектонском смислу приземље је израђено у дорском стилу а први спрат у јонском стилу Ова два нивоа повезана су са два степеништа лоцирана на крајевима зграде.
Зидови су направљени од кречњака, фасада од мермера Пентели, док је кров покривен плочицама.